# Más Ritmo Caliente
Más Ritmo Caliente è un album di Cal Tjader, pubblicato dalla Fantasy Records nel 1957.

## Tracce
Lato A
1. Perdido – 6:52 (Tizol, Langsfelder, Drake) – Registrato il 20 novembre 1957 a New York
2. Armando's Hideway – 2:32 (Armando Peraza) – Registrato l'11 ottobre 1957 a San Francisco (California)
3. Cuco on Timbales – 1:40 (Cal Tjader) – Registrato il 10 settembre, 1957 a San Francisco (California)
4. Tumbao – 3:15 (Cal Tjader) – Registrato il 10 settembre, 1957 a San Francisco (California)
5. Ritmo Rumba – 0:53 (Armando Peraza) – Registrato l'11 ottobre 1957 a San Francisco (California)
6. Big Noise from Winnetka – 4:02 (Bauduc, Crosby, Rodin, Haggart) – Registrato l'11 ottobre 1957 a San Francisco (California)

Lato B
1. Poinciana Cha Cha – 3:38 (Simon, Bernier) – Registrato l'11 ottobre 1957 a San Francisco (California)
2. Monogorama – 6:20 (Mongo Santamaría) – Registrato il 20 novembre 1957 a New York
3. Ritmo africano – 1:34 (Armando Peraza) – Registrato l'11 ottobre 1957 a San Francisco (California)
4. Perfidia cha cha – 8:12 (Alberto Dominguez) – Registrato il 20 novembre 1957 a New York

## Musicisti
Cal Tjader and his Orchestra
Brani A1, B2 & B4
- Cal Tjader - vibrafono
- José "Chombo" Silva - sassofono tenore
- Gerald Sanfino - flauto
- Vince Guaraldi - pianoforte
- Bobby Rodriguez - contrabbasso
- Ramon "Mongo" Santamaria - congas
- Willie Bobo - percussioni
- Luis Kant - percussioni
- Armando Peraza - percussioni

Cal Tjader Sextet
Brani A2, A5, A6, B1 & B3
- Cal Tjader - vibrafono
- Vince Guaraldi - pianoforte
- Al McKibbon - contrabbasso
- Luis Kant - percussioni latine
- Armando Peraza - percussioni latine
- Al Torres - percussioni latine

Cal Tjader Sextet
Brani A3 & A4
- Cal Tjader - vibrafono
- Vince Guaraldi - pianoforte
- Gene Wright - contrabbasso
- Luis Kant - batteria
- Bayardo Velarde - congas, bongos